# Eterno retorno

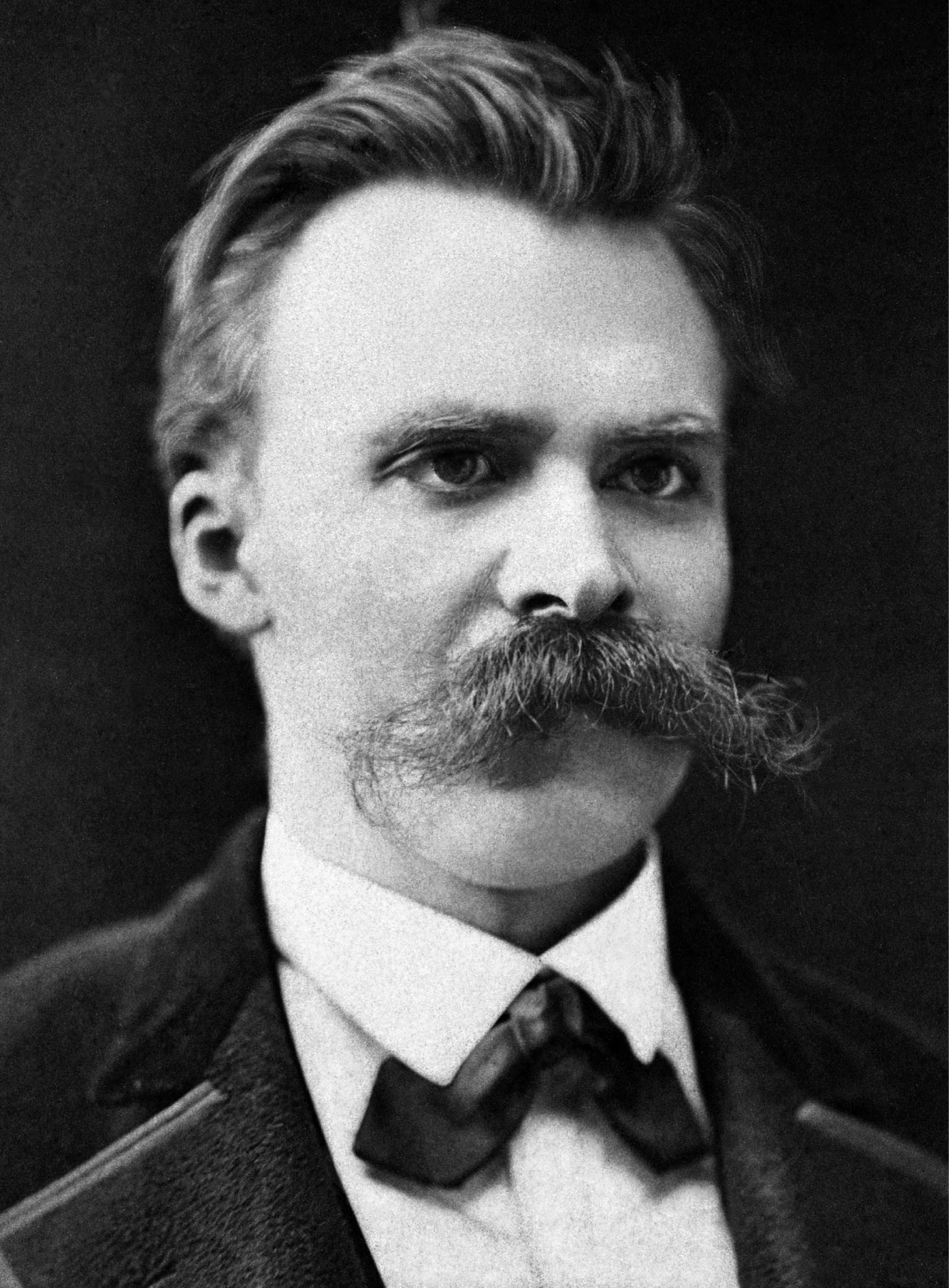
Nietzsche, filósofo alemão do século XIX, popularizou a teoria do eterno retorno na contemporaneidade. A teoria, descrita por Nietzsche, evoca pensamentos profundos sobre a repetição infinita da existência e a necessidade de viver cada momento como se fosse eterno

O eterno retorno (também conhecido como eterna recorrência) é uma teoria de que o universo e toda a existência e energia estiveram recorrentes e continuarão a ocorrer, de forma autossemelhante, um número infinito de vezes através do tempo ou espaço infinito, ou de que há um padrão cíclico de certas recorrências, como em eras na roda do tempo. A teoria é encontrada na filosofia indiana e no Egito antigo, bem como na literatura da sabedoria judaica (Eclesiastes) e foi posteriormente adotada pelos pitagóricos e estoicos. Com o declínio da antiguidade e a expansão do cristianismo, a teoria caiu em desuso no mundo ocidental, com exceção do filósofo do século XIX, Friedrich Nietzsche, que conectou o pensamento a muitos de seus outros conceitos, incluindo o amor fati. O eterno retorno se relaciona também à filosofia do pré-determinismo.

## Premissas lógicas
Uma premissa básica de recorrência parte da suposição de que a probabilidade de um mundo surgir exatamente como o nosso é diferente de zero. Se o espaço e o tempo são infinitos, segue-se logicamente que nossa existência deve ocorrer um número infinito de vezes.
Em 1871, Louis Auguste Blanqui, assumindo uma cosmologia newtoniana em que o tempo e o espaço são infinitos, alegou ter demonstrado recorrência eterna como uma certeza matemática.
Em uma das cenas do documentário "Uma Viagem ao Infinito", um dos físicos explica o "paradoxo da maçã fechada numa caixa infinita". Segundo ele, se colocássemos uma maçã em uma caixa completamente fechada, de onde nada entra nem sai, e esperássemos milhões e milhões de anos antes de abri-la novamente, a maçã estaria intacta. Isso ocorreria porque a maçã apodreceria e se tornaria pó, que ainda conteria energia química. Essa energia eventualmente seria liberada, tornando-se extremamente quente, e as partículas começariam a se fundir. Esse processo levaria muito tempo, pois as reações nucleares acontecem de forma extremamente lenta, mas, eventualmente, ocorreriam. Com o passar dos bilhões e bilhões de anos, o plasma se converteria em fótons, e os neutrões se transformariam em prótons "e a outras partículas fundamentais". "Se deixarmos a maçã na caixa por um tempo infinito, suas partículas passarão por todos os estados possíveis (...) até que comecem a repetir estados anteriores. E, se esperarmos novamente por muito tempo, poderemos abrir a caixa e ver a maçã".
A teoria da relatividade geral de Einstein afirma que o tempo é uma dimensão do espaço-tempo e não pode ser separado do espaço. Isso implica que o passado, o presente e o futuro coexistem como partes de uma mesma estrutura espaço-temporal. Essa ideia é conhecida como "universo bloco" (do inglês block universe). Nessa perspectiva, o tempo pode ser comparado a um bloco onde todos os eventos – passados, presentes e futuros – coexistem. Assim, nessa concepção, todos os eventos do universo já estão estabelecidos no espaço-tempo.
O teorema da recorrência de Poincaré demonstra que, em certos sistemas dinâmicos, quase todos os pontos retornam a uma região específica do espaço de estados infinitas vezes. Em outras palavras, o teorema afirma que, salvo um conjunto de medida nula, quase todos os pontos de uma região específica do espaço de estados retornarão a essa região infinitas vezes.[carece de fontes?]
O estudioso de Nietzsche Walter Kaufmann descreveu um argumento originalmente apresentado por Georg Simmel, que refuta a alegação de que um número finito de estados deve se repetir em uma quantidade infinita de tempo:
Mesmo que houvesse muito poucas coisas em um espaço finito em um tempo infinito, elas não precisariam repetir nas mesmas configurações. Suponha que houvesse três rodas de tamanho igual, girando no mesmo eixo, um ponto marcado na circunferência de cada roda e esses três pontos alinhados em uma linha reta. Se a segunda roda girasse duas vezes mais rápido que a primeira e se a velocidade da terceira roda fosse 1/π da velocidade da primeira, a formação inicial nunca se repetiria.

## Antiguidade clássica

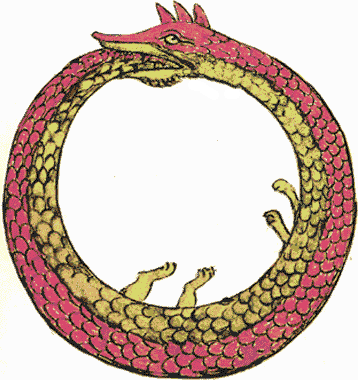
0
Ouroboros é um signo para a eternidade

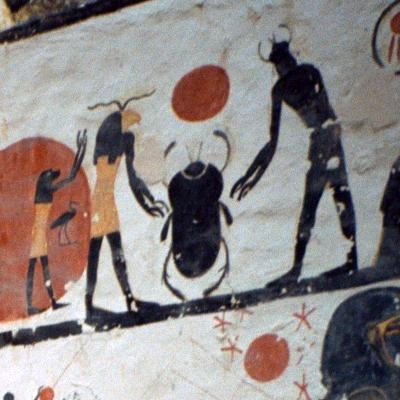
Escaravelho em um afresco.

No Egito antigo, o escaravelho (besouro de esterco) era visto como um sinal de eterna renovação e reemergência da vida como o deus Khepri, por seu movimento lembrar o do nascimento e pôr do Sol. Era também um lembrete da vida futura. (Ver Atum e Ma'at)
Os maias e astecas também tiveram uma visão cíclica do tempo.
O livro de Eclesiastes na Bíblia Hebraica declara: "O que foi voltará a ser, o que aconteceu, ocorrerá de novo, o que foi feito se fará outra vez; não existe nada de novo debaixo do sol". (Eclesiastes 1:9, Rei Salomão).

### Grécia Antiga
Na Grécia Antiga, o conceito de eterno retorno estava relacionado com Empédocles, Zenão de Cítio, e principalmente no estoicismo (veja ecpirose, palingênese), além do próprio pensamento histórico mítico. Ele se associa às noções de recriação, regeneração e reestabelecimento da ordem divina, derivada das cosmologias e mitos do Oriente Próximo, como do deus Fanes, de rituais de reencenação da Mesopotâmia e também da Pérsia, incorporando-se nos mistérios órficos e dionisíacos gregos. A eterna recorrência era uma imagem implicada no símile movimento celeste das constelações. Ele também é uma interpretação considerada por mitologistas e filólogos como um tema nas narrativas da visão mítica grega, como por exemplo na proposta de eterno retorno de Eliade, e é relacionada aos termos aion (éon, como um recomeço perpétuo ou uma repetição) e nostos (νόστος; retorno, volta à casa), sendo presente como um tempo divino que destina a temporalidade humana a um objetivo (telos) do próprio princípio (arché). Um exemplo é o retorno à era dourada no ciclo das raças gregas. Está relacionado também ao conceito do tempo como tendo duas faces, na dicotomia entre Cronos (em grego, com a letra K), que habita a Ilha dos Bem-Aventurados e representa a não temporalidade e eternidade, protegendo a perfeição imutável do Céu, e Chronos (com Ch), o desenrolar temporal dos eventos: um aspecto do tempo voltado para a preservação, simbolizada no Cronos conservador "devorador do tempo", que ingere e retém os deuses em seu ventre; e em seguida o Chronos portador do tempo, soltando-os na linha temporal e voltando à manutenção em destruição. Assim afirma Reynal Sorel sobre o papel de Cronos/Chronos:
A castração de Ouranos desencadeia um processo irreversível: ao permitir que o espaço e o tempo se desdobrem, torna possível a representação do mundo.
No desenvolvimento da filosofia grega, esse contexto alcançou dimensão metafísica na investigação de ideias como o devir até o caráter do desdobrar do tempo na ontologia de Platão e Aristóteles, como descreve Jean Brun:
Enquanto, para Platão, o vir a ser é aquilo que afasta as coisas e as pessoas da Ideia eterna, para Aristóteles, inversamente, é através de vir a ser e movimento que os indivíduos se esforçam para alcançar o Ser que os move.
Em Platão, estreia-se o chamado "Mito de Cronos" no diálogo Político 271c-274d, recorrente também depois em Leis, em que se considera a mítica Idade de Ouro regida pelo deus Cronos como sendo um modelo perfeito a ser espelhado e a que se deve voltar. Ele é interpretado como uma eterna recorrência, por exemplo por Marsilio Ficino remetendo-o ao giro da Alma do Mundo, em que o padrão da aparente rotação celeste é repetido em correspondência terrena. Também foi associado ao conceito de Grande Ano Platônico ou então interpretado não literalmente para se referir ao ciclo de criação do mundo sensível a partir do mundo inteligível, como por Proclo. Ao começo e final do mito em Político, diz-se que há dois estágios do sentido do tempo no cosmos, em um dos quais, inverso ao atual, Deus rebobina a história e o sentido de envelhecimento das coisas para a restauração da ordem:
"A razão pela qual revivemos esta lenda deve ser contada, para que possamos avançar à frente depois. Pois quando o tempo de todas essas condições foi cumprido e a mudança estava para ocorrer e toda a raça nascida na terra finalmente se esgotou, uma vez que cada alma cumpriu todos os seus nascimentos ao cair na terra como semente seu número prescrito de vezes, então o timoneiro do universo largou o leme e retirou-se para seu lugar de visão, e o destino e o desejo inato fizeram a terra girar para trás."
"Portanto, naquele momento Deus, que fez a ordem do universo, percebeu que esta estava em apuros, e temendo que pudesse afundar na tempestade da confusão e naufragar no mar ilimitado da diversidade, Ele assumiu novamente seu lugar como seu timoneiro, reverteu tudo o que havia se tornado doentio e instável no período anterior, quando o mundo fora deixado a si mesmo, colocou o mundo em ordem, restaurou-o e tornou-o imortal e sem idade. Então agora toda a história está contada; mas para nosso propósito de exibir a natureza do Rei será suficiente retornar à parte inicial da história. Pois quando o universo voltou a ser novamente o atual caminho de geração, a idade dos indivíduos parou novamente, e isso levou a novos processos, o inverso daqueles que haviam ocorrido antes. Pois os animais que haviam se tornado tão pequenos que quase desapareceram passaram a crescer maiores, e os recém-nascidos da terra com cabelos grisalhos morreram e passaram novamente abaixo da terra. E todas as outras coisas mudaram, imitando a condição do universo e se conformando a ela, e assim também a gravidez, o nascimento e a criação necessariamente imitaram e se conformaram com o resto"
Alguns dos pitagóricos afirmavam uma teoria de eterna recorrência, conforme Eudemo de Rodes (c. 370 - c. 300 a.C.):
“Pode-se estar preocupado se o mesmo tempo se repete, como alguns dizem. A mesmidade é dita de múltiplas formas, e parece que há uma recorrência de verão, inverno e outras estações e períodos. Assim também os movimentos do mesmo tipo se repetem, pois o sol completará solstícios e equinócios e outros percursos. No entanto, se acreditarmos nos pitagóricos, as mesmas coisas em número se repetem, e eu irei contar esta história, cajado em mãos, para vocês aí sentados e todas as outras coisas também serão semelhantes, então é razoável supor que o tempo será o mesmo também. Quando o movimento é um e o mesmo, e de modo semelhante todas as coisas são as mesmas, então o antes e o depois são um e o mesmo, assim como o seu número. Então todas as coisas serão as mesmas, com o resultado de que o tempo também."

### Pensamento latino helenístico

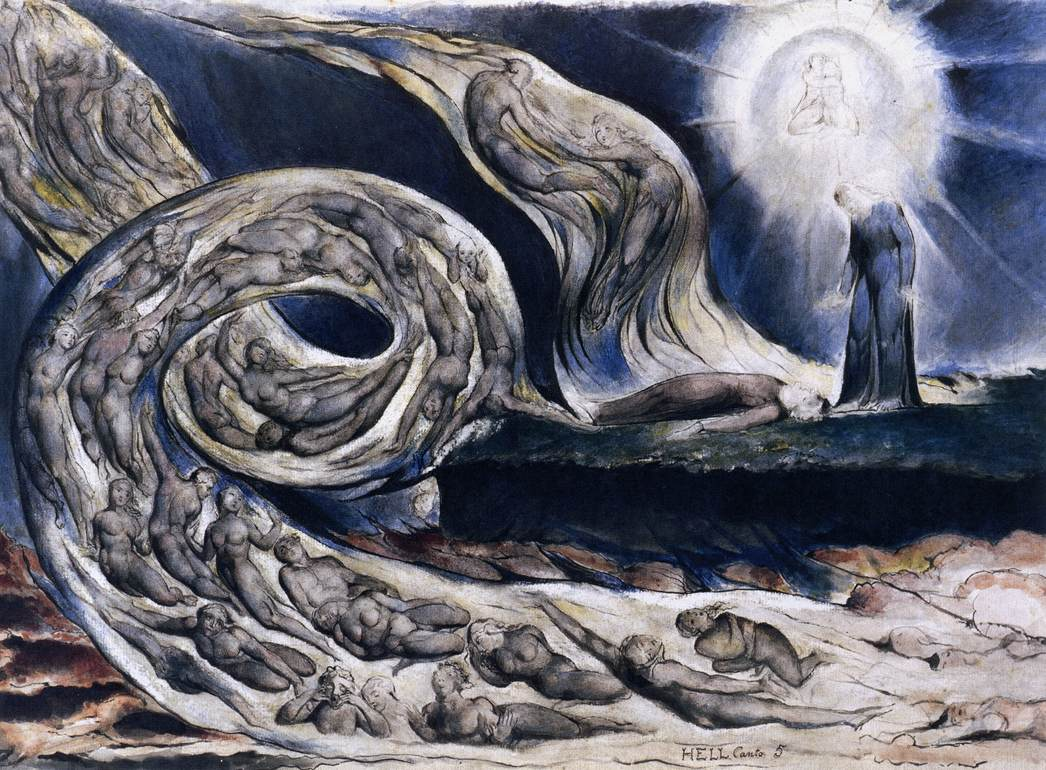
"O Redemoinho dos Amantes", de William Blake. Diferente da opinião de Dante no Canto V, Blake discorda da condenação eterna dos amantes no círculo do inferno: a evidência disso é sua escrita espelhada do título da gravura e os amantes adúlteros representados unidos em um "Sol do Perdão". Northrop Frye considera a versão beatificada desse "eterno girar" como vista depois no Terceiro Paraíso: "De um giro, e de um girar, e de uma sede, somos nós, que volvemos com os princípios celestes".

A ideia também é sugerida na Eneida de Virgílio. No livro 6 do poema (linhas 724–51), o herói Eneias desce ao submundo e aprende com Anquises - seu falecido pai cuja alma vive no Elísio - que um sistema de metempsicose assegura a continuação da raça humana: após a morte, cada alma humana passa por um período de expurgação, purificando-se da impureza acumulada durante sua vida encarnada na terra. A maioria das almas, no entanto, é condenada a retornar a uma existência encarnada na Terra (em vez de passar para o Elísio, como Anquises). E, no entanto, antes de retornar a essa vida, eles são convocados por "deus" para o rio Letes, onde bebem a água e esquecem o que experimentaram - ou seja, todo o sofrimento e punição por seus "pecados", e as lutas e labutas que acompanharam sua existência encarnada anterior. Em outras palavras, assim que entram em suas novas existências corporificadas, eles são tornados ignorantes, tanto daquilo que fizeram em sua existência anterior, pelo que incorreram em todas as penalidades na vida após a morte, e, de fato, das próprias penalidades. Eles são, então, forçados a uma posição em que estão mais ou menos condenados a repetir seus erros, enquanto permanecem inconscientes do custo que esses erros lhes trarão. Um estudioso, David Quint, argumentou que esse momento no poema de Virgílio é ilustrativo dos efeitos terapêuticos do esquecimento - da maneira como o ato de esquecer garante a continuação da vida. Essa é uma interpretação, mas o argumento parece ter uma nota mais trágica sobre a maneira como os seres humanos são condenados a cometer os mesmos erros repetidamente por causa da ignorância forçada. A Eneida é, mais em geral, aceita como tendo uma visão completamente trágica da existência humana.

## Religiões indianas

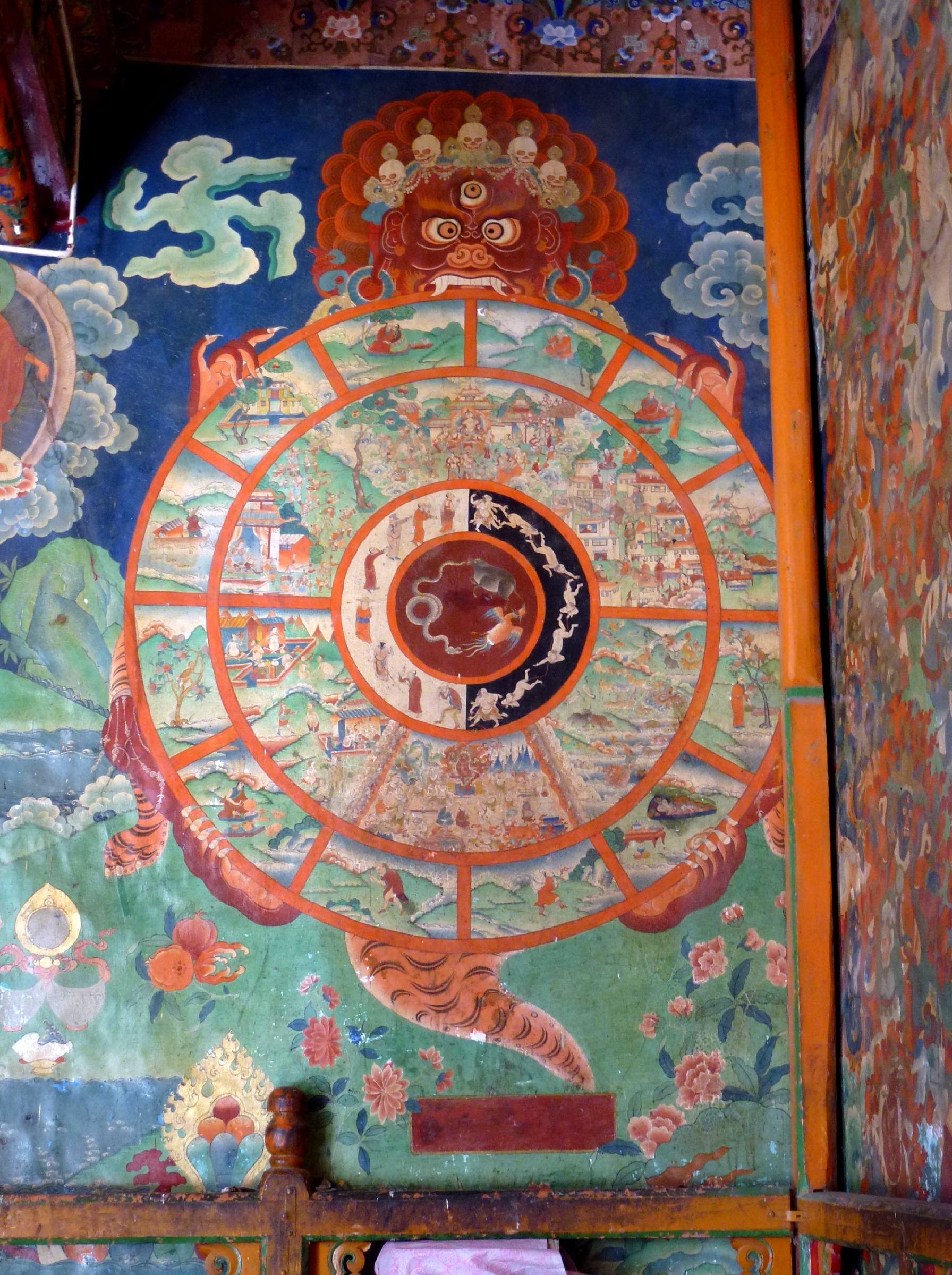
Círculo da vida no Vajrayana

O conceito de padrões cíclicos é proeminente nas religiões indianas, como jainismo, hinduísmo, siquismo e budismo, entre outras. A distinção importante é que os eventos não se repetem infinitamente, mas as almas nascem até que alcancem a salvação. A roda da vida representa um ciclo interminável de nascimento, vida e morte, do qual se busca a libertação. No budismo tântrico, um conceito de roda do tempo conhecido como Kalachakra expressa a ideia de um ciclo interminável de existência e conhecimento.

## Friedrich Nietzsche

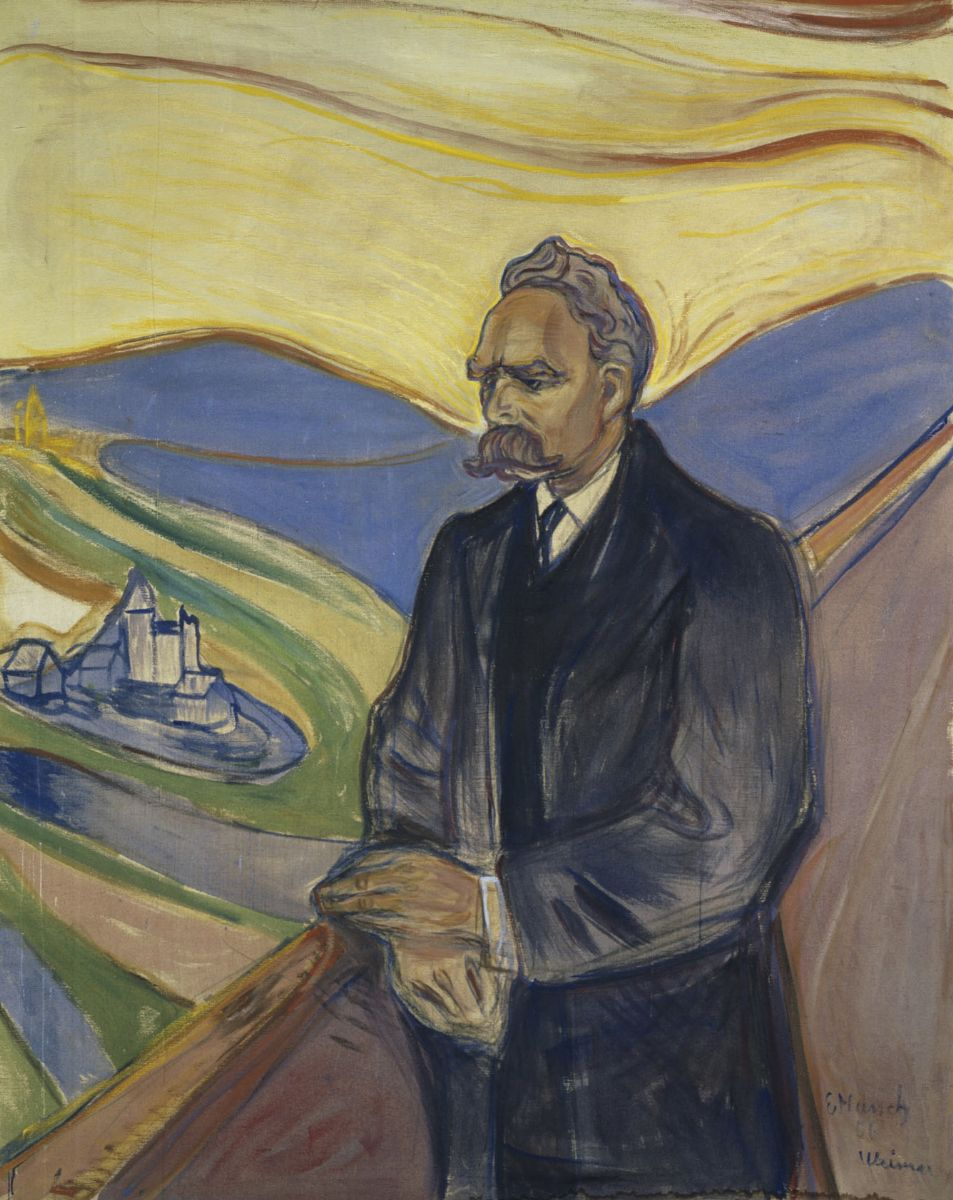
Friedrich Nietzsche por Edvard Munch

Mais tarde, Friedrich Nietzsche também define esse conceito em sua obra. em alemão o termo é Ewige Wiederkunft. A "eterna recorrência" é central nos escritos de Friedrich Nietzsche. Como Heidegger aponta em suas palestras sobre Nietzsche, a primeira menção de Nietzsche à recorrência eterna, no aforismo 341 de A Gaia Ciência (citado abaixo), apresenta esse conceito como uma questão hipotética, em vez de postulá-lo como um fato. Segundo Heidegger, é o ônus imposto pela questão da recorrência eterna - se uma tal coisa pode ou não ser verdade - que é tão significativo no pensamento moderno: "A maneira como Nietzsche aqui padroniza a primeira comunicação do pensamento do 'maior fardo' [da recorrência eterna] deixa claro que esse 'pensamento dos pensamentos' é ao mesmo tempo 'o pensamento mais oneroso'."
O pensamento de recorrência eterna aparece em algumas de suas obras, em particular nos parágrafos 285 e 341 da A Gaia Ciência e depois em Assim Falou Zaratustra. O tratamento mais completo do assunto aparece na obra intitulada Notes on the Eternal Recurrence, uma obra publicada em 2007, ao lado da versão do eterno retorno de Søren Kierkegaard, que ele chama de "repetição". Nietzsche resume seu pensamento de maneira mais sucinta quando se dirige ao leitor com: "Tudo tem retornado. Sírius, e a aranha, e teus pensamentos neste momento, e este último pensamento teu, de que todas as coisas retornarão". No entanto, ele também expressa seu pensamento mais detalhadamente quando diz ao leitor: 
"Quem quer que tu sejas, amado estranho, a quem eu encontro aqui pela primeira vez, aproveita esta hora feliz e a quietude que nos rodeia e acima de nós, e deixa-me dizer-te algo do pensamento que subitamente surgiu diante de mim como uma estrela que fracamente lançaria raios sobre ti e sobre cada um, como convém à natureza da luz. – Companheiro! Toda a sua vida, como uma ampulheta, sempre será revertida e se esgotará novamente - um longo minuto transcorrerá até que todas as condições das quais você evoluiu retornem na roda do processo cósmico. E então você encontrará toda dor e todo prazer, todo amigo e todo inimigo, toda esperança e todo erro, toda folha de grama e todo raio de sol mais uma vez, e todo o tecido das coisas que compõem sua vida. Esse anel em que você é apenas um grão brilhará novamente para sempre. E em todos esses ciclos da vida humana, haverá uma hora em que, pela primeira vez, um homem, e então muitos, perceberão o poderoso pensamento da eterna recorrência de todas as coisas: – e para a humanidade, essa é sempre a hora do Meio-dia". 
Esse pensamento também é observado em um fragmento póstumo. A origem dele é datada pelo próprio Nietzsche, através de fragmentos póstumos, a agosto de 1881, em Sils-Maria. Em Ecce Homo (1888), ele escreveu que pensava no eterno retorno como a "concepção fundamental" de Assim Falou Zaratustra.

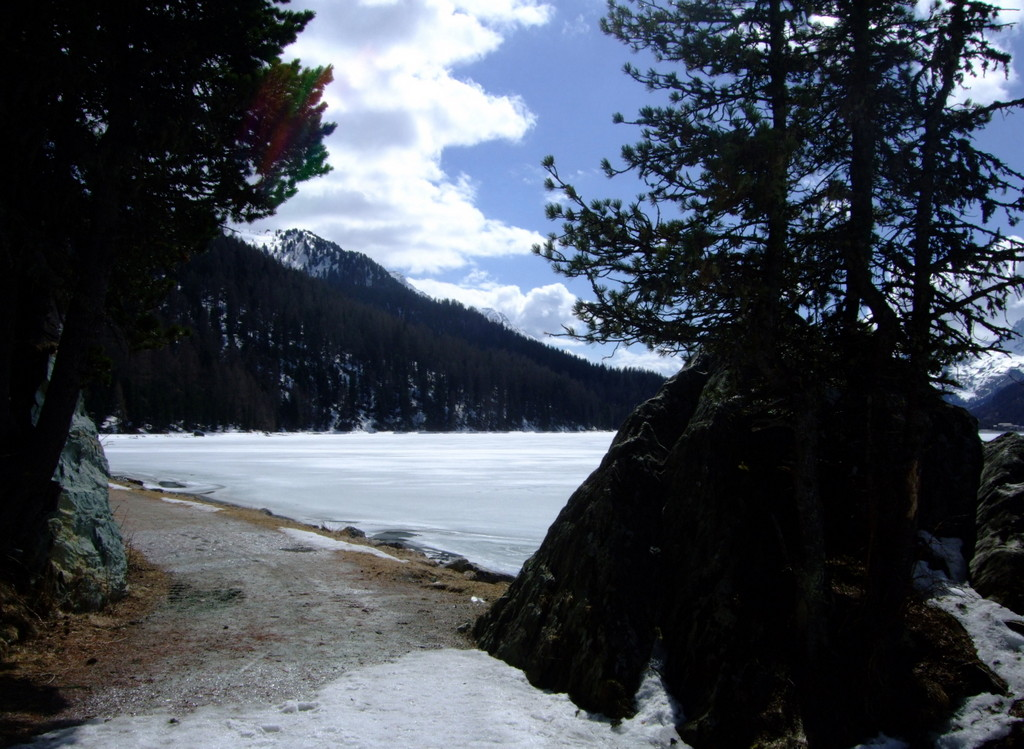
Cena da inspiração de Nietzsche: "junto a um bloco maciço, piramidalmente empilhado, não muito longe de Surlei".

Vários autores apontaram outras ocorrências dessa hipótese no pensamento contemporâneo. Rudolf Steiner, que revisou o primeiro catálogo da biblioteca pessoal de Nietzsche em janeiro de 1896, apontou que Nietzsche teria lido algo semelhante nos Cursos de filosofia de Eugen Dühring (1875), que Nietzsche prontamente criticou. Lou Andreas-Salomé apontou que Nietzsche se referia a antigas concepções cíclicas do tempo, em particular pelos pitagóricos, nas Meditações Inoportunas. Henri Lichtenberger e Charles Andler identificaram três obras contemporâneas de Nietzsche que sustentavam a mesma hipótese: J. G. Vogt, Die Kraft. Eine real-monistische Weltanschauung (1878), Auguste Blanqui, L'Eternité par les astres (1872) e Gustave Le Bon, L'homme et les sociétés (1881). Walter Benjamin justapõe a discussão de Blanqui e Nietzsche sobre a eterna recorrência em sua obra inacabada e monumental The Arcades Project. No entanto, Gustave Le Bon não é citado em nenhum lugar dos manuscritos de Nietzsche; e Auguste Blanqui foi nomeado apenas em 1883. O trabalho de Vogt, por outro lado, foi lido por Nietzsche durante o verão de 1881 em Sils-Maria. Blanqui é mencionado por Albert Lange em seu Geschichte des Materialismus (História do Materialismo), um livro lido minuciosamente por Nietzsche. A eterna recorrência também é mencionada de passagem pelo Diabo na Parte Quatro, Livro XI, Capítulo 9 de Os Irmãos Karamazov, de Dostoiévski, que é outra fonte possível à qual Nietzsche pode ter recorrido.
Walter Kaufmann sugere que Nietzsche pode ter encontrado essa ideia nos trabalhos de Heinrich Heine, que escreveu uma vez:
O tempo é infinito, mas as coisas no tempo, os corpos concretos, são finitas. Elas podem de fato se dispersar nas menores partículas; mas essas partículas, os átomos, têm seus números determinados, e também é determinado o número das configurações que são formadas a partir delas. Agora, por mais que o tempo possa passar, de acordo com as leis eternas que governam as combinações desse jogo eterno de repetição, todas as configurações que existiam anteriormente nesta terra devem ainda se encontrar, atrair, repelir, beijar e corromper novamente... 
Nietzsche chama a ideia de "horrível e paralisante", referindo-se a ela como um fardo do "peso mais pesado" ("das schwerste Gewicht") imaginável. Ele professa que o desejo pelo eterno retorno de todos os eventos marcaria a afirmação final da vida, como na síntese encontrada em A Gaia Ciência:
E se um dia ou uma noite um demônio se esgueirasse em tua mais solitária solidão e te dissesse: "Esta vida, assim como tu vives agora e como a viveste, terás de vivê-la ainda uma vez e ainda inúmeras vezes: e não haverá nela nada de novo, cada dor e cada prazer e cada pensamento e suspiro e tudo o que há de indivisivelmente pequeno e de grande em tua vida há de te retornar, e tudo na mesma ordem e sequência - e do mesmo modo esta aranha e este luar entre as árvores, e do mesmo modo este instante e eu próprio. A eterna ampulheta da existência será sempre virada outra vez, e tu com ela, poeirinha da poeira!". Não te lançarias ao chão e rangerias os dentes e amaldiçoarias o demônio que te falasses assim? Ou viveste alguma vez um instante descomunal, em que lhe responderías: "Tu és um deus e nunca ouvi nada mais divino!" Se esse pensamento adquirisse poder sobre ti, assim como tu és, ele te transformaria e talvez te triturasse: a pergunta diante de tudo e de cada coisa: "Quero isto ainda uma vez e inúmeras vezes?" pesaria como o mais pesado dos pesos sobre o teu agir! Ou, então, como terias de ficar de bem contigo e mesmo com a vida, para não desejar nada mais do que essa última, eterna confirmação e chancela? [A Gaia Ciência, §341]
Para compreender a eterna recorrência em seu pensamento, e não apenas ter paz com ela, mas abraçá-la, requer amor fati, "amor ao destino":
Minha fórmula para a grandeza humana é amor fati: que alguém não queira ter nada diferente, nem para a frente, nem para trás, nem para toda a eternidade. Não meramente suportar o necessário, muito menos escondê-lo - todo idealismo é uma mentira ante o necessário - mas amá-lo.
Laurent e Selous identificam no pensamento de Nietzsche as influências do conceito entre os persas e gregos antigos, relacionado a um círculo temporal de algumas interpretações tradicionais em que Zaratustra ou Dionísio, como primeiro profeta/deus, fariam retorno escatológico ao final - como na analogia do retorno de Zaratustra em Assim Falou Zaratustra, mas que para Nietzsche não ocorre essa completude de um objetivo final de todas as coisas.
Nietzsche também o relaciona ao problema grego do Um e do múltiplo, e a questão do voluntarismo e da fenomenologia psicológica no idealismo alemão, como no trecho em que Nietzsche o associa à vontade de potência:
"sem início, sem fim, uma firme, brônzea grandeza de força, que não se torna maior, nem menor, que não se consome, mas apenas se transmuda, inalteravelmente grande em seu todo, uma economia sem despesas e perdas, mas também sem acréscimo, ou rendimentos, cercada de "nada" como de seu limite, nada de evanescente, de desperdiçado, nada de infinitamente extenso, mas como força determinada posta em um determinado espaço, e não em um espaço que em alguma parte estivesse "vazio", mas antes como força por toda parte, como jogo de forças e ondas de força ao mesmo tempo um e múltiplo, aqui acumulando-se e ao mesmo tempo ali minguando, um mar de forças tempestuando e ondulando em si próprias, eternamente mudando, eternamente recorrentes, com descomunais atos de retorno, com uma vazante e enchente de suas configurações, partindo das mais simples às mais múltiplas ... e depois outra vez voltando da plenitude ao simples, do jogo de contradições de volta ao prazer da consonância, afirmando a si próprio, nessa igualdade de suas trilhas e anos, abençoando a si próprio como Aquilo que eternamente tem de retornar, como um vir-a-ser que não conhece nenhuma saciedade, nenhum fastio, nenhum cansaço."

"esse meu mundo dionisíaco do eternamente-criar-a-si-próprio, que eternamente destrói a si próprio, esse mundo secreto da dupla volúpia, esse meu "para além de bem e mal", sem alvo, a menos que um alvo esteja no prazer do círculo, sem vontade, a menos que um anel esteja cheio de vontade para seguir seu próprio velho curso antigo, para sempre em torno de si e somente em torno de si: esse é o meu mundo - quem é suficientemente claro para olhá-lo sem desejar cegueira? Forte o suficiente para manter sua alma contra esse espelho? Seu próprio espelho frente ao espelho de Dionísio? Sua própria solução para o enigma de Dionísio? E aquele que fosse capaz de fazer isso, não precisaria fazer mais ainda? Se comprometer com o "Anel dos Anéis"? Com o voto de sua própria recorrência? Com o anel da eterna auto-bênção, auto-afirmação? Com vontade de querer tudo de novo e de novo? Querer voltar todas as coisas que já foram? Querer adiante tudo o que deverá ser sempre? Sabe você agora, o que o mundo é para mim? E o que eu desejo, quando eu desejo este mundo?"
No seminário de Carl Jung sobre Assim Falou Zaratustra, Jung considera o anel do Eterno Retorno descrito por Nietzsche como um símbolo psíquico, significando a individuação no processo que rodeia o Self. Ele afirma que no livro de Nietzsche o anão declara a ideia do eterno retorno antes que Zaratustra termine seu argumento sobre ele quando o anão diz: "'Tudo permanece reto', murmurou o anão com desdém. 'Toda verdade é torta, o próprio tempo é um círculo.'" No entanto, Zaratustra rejeita o anão no parágrafo seguinte, alertando-o contra simplificações excessivas. Jung interpreta esse conceito como uma tentativa de conferir significado profundo à temporalidade e responsabilidade nas ações, dando peso à decisão, que passa a ser considerada como escolhida para sempre e eternamente realizada inúmeras vezes.

## Albert Camus
O filósofo e escritor Albert Camus explora a noção de "eterno retorno" em seu ensaio "O Mito de Sísifo", no qual a natureza repetitiva da existência representa o absurdo da vida, algo que o herói procura suportar ao manifestar o que Paul Tillich chamou "A Coragem de Ser". Embora a tarefa de rolar a pedra repetidamente subindo a colina sem fim seja inerentemente sem sentido, o desafio enfrentado por Sísifo é abster-se do desespero. Por isso, Camus conclui que "é preciso imaginar Sísifo feliz".